# دوايت إتش ليتل
دوايت إتش ليتل (بالإنجليزية: Dwight H. Little)‏ هو منتج أفلام وكاتب سيناريو ومخرج أمريكي، ولد في 13 يناير 1956 في كليفلاند في الولايات المتحدة.

## وصلات خارجية
- دوايت إتش ليتل على موقع IMDb (الإنجليزية)
- دوايت إتش ليتل على موقع ألو سيني (الفرنسية)
- دوايت إتش ليتل على موقع أول موفي (الإنجليزية)
- دوايت إتش ليتل على موقع قاعدة بيانات الأفلام السويدية (السويدية)
- دوايت إتش ليتل على موقع قاعدة بيانات الفيلم (الإنجليزية)
- دوايت إتش ليتل على موقع كينوبويسك (الروسية)